# Siikajärvet (Junosuando socken, Norrbotten, 750663-179350)
Siikajärvet är en sjö i Pajala kommun i Norrbotten och ingår i Torneälvens huvudavrinningsområde. Sjön har en area på 0,0457 kvadratkilometer och ligger 221 meter över havet.

## Delavrinningsområde
Siikajärvet ingår i det delavrinningsområde (750634-179550) som SMHI kallar för Namn saknas. Medelhöjden är 229 meter över havet och ytan är 54,59 kvadratkilometer. Det finns inga avrinningsområden uppströms utan avrinningsområdet är högsta punkten. Akajoki som avvattnar avrinningsområdet har biflödesordning 3, vilket innebär att vattnet flödar genom totalt 3 vattendrag innan det når havet efter 265 kilometer. Avrinningsområdet består mestadels av skog (29 procent) och sankmarker (67 procent). Avrinningsområdet har 0,05 kvadratkilometer vattenytor vilket ger det en sjöprocent på 0,1 procent.